# Svartholm (vid Åvensor, Korpo)
Svartholm är en ö i Finland. Den ligger i Skärgårdshavet och i kommunen Pargas i landskapet Egentliga Finland, i den sydvästra delen av landet. Ön ligger omkring 41 kilometer väster om Åbo och omkring 190 kilometer väster om Helsingfors.
Öns area är 26,3 hektar och dess största längd är 0,9 kilometer i öst-västlig riktning.